# Tre Fontane (zona di Roma)
Tre Fontane è la zona urbanistica 11F del Municipio Roma VIII di Roma Capitale. Si estende sul quartiere Q. XX Ardeatino.

## Geografia fisica

### Territorio
È situata a sud della capitale, internamente al Grande Raccordo Anulare e sul lato est di via Laurentina.
La zona urbanistica confina:
- a nord con la zona urbanistica 11E Tor Marancia
- a est con la zona urbanistica 11G Grottaperfetta
- a sud con la zona urbanistica 12B Villaggio Giuliano
- a ovest con la zona urbanistica 12A Eur

## Luoghi di interesse

### Architetture religiose
La zona è caratterizzata dalla presenza del complesso dell'Abbazia delle Tre Fontane, che si trova su via di Acque Salvie, lungo la via Laurentina.
- Chiesa dei Santi Vincenzo e Anastasio alle Tre Fontane. Chiesa del VII secolo.
- Chiesa di San Paolo alle Tre Fontane. Chiesa del XVI secolo.
- Chiesa di Santa Maria Scala Coeli. Chiesa del XVI secolo

### Architetture civili
La costruzione del primo quartiere residenziale al confine con l'Abbazia delle Tre Fontane risale agli anni '60, allorquando, all'esito di ricerche di mercato e analisi morfologiche e geotecniche, furono nominati gli architetti Mario Fiorentino, Giuseppe Perugini, Giuseppe Vaccaro, Tommaso Valle e Oreste Gargano per la realizzazione dell'insediamento edilizio e Richard Neutra e Giuseppe Vaccarorispettivamente come consulente e coordinatore dell'opera. 
Giuseppe Vaccaro realizzò un plastico e lo sottopose ai componenti del gruppo, i quali accettarono come idea di partenza lo schema ad anelli o semianelli edilizi, che avrebbero formato i diversi nuclei abitativi. Ad ogni collaboratore fu affidato lo studio di un anello con proprie caratteristiche strutturali: Mario Fiorentino propose un cilindro di diametro di 170 metri; Giuseppe Vaccaro e Tommaso Valle hanno messo in contatto due cerchi formando una specie di otto; Oreste Gargano ha fatto slittare due semicerchi; Giuseppe Perugini ha proposto due setti arcuati interprenetranti.